# Friedrich Plönnies

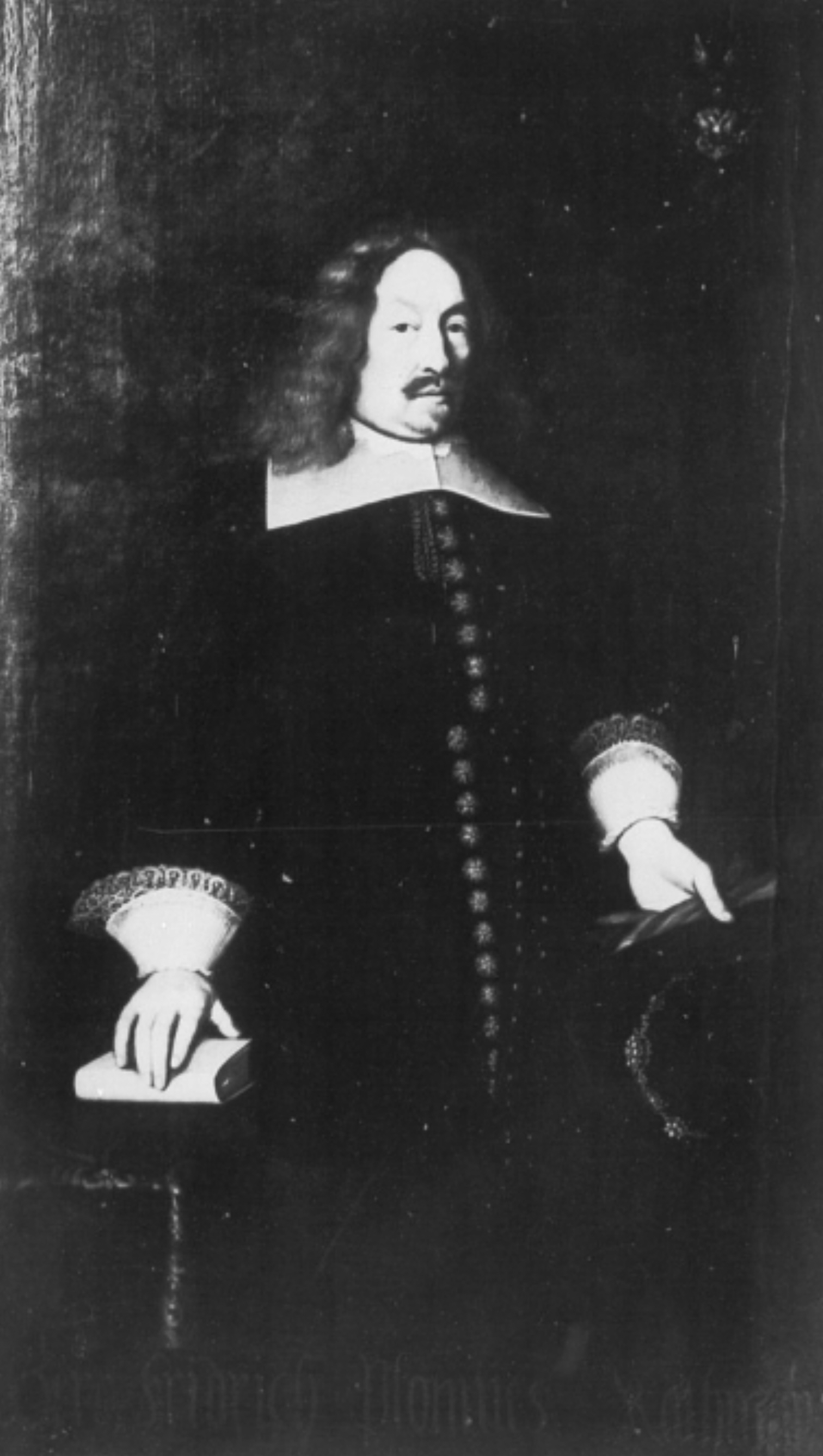
Friedrich Plönnies

Friedrich Plönnies (* 1607 in Lübeck; † 27. September 1686 ebenda) war Jurist und Lübecker Ratsherr.
Friedrich Plönnies war der Enkel des Ratsherrn Heinrich Plönnies. Er studierte Rechtswissenschaften an den Universitäten Altdorf, Basel und Straßburg. Ein Aufenthalt in Frankreich schloss sich an die Studienzeit an. 1654 wurde er in den Lübecker Rat erwählt. 1659 war er als Gesandter bei dem brandenburgischen Kurfürsten Friedrich Wilhelm, der sein Hauptquartier gegen die Schweden im lübschen Nusse aufgeschlagen hatte. 1669 unterzeichnete er für den Rat gemeinsam mit dem Bürgermeister Johann Ritter und dem Ratsherrn Matthias Bornefeldt den Bürgerrezess, der als Lübecker Verfassungsurkunde mit gewissen Modifikationen bis Mitte des 19. Jahrhunderts Bestand hatte.
Nach seinem Tode wurde ihm in der Lübecker Marienkirche ein Epitaph gesetzt, das 1942 beim Luftangriff auf Lübeck zerstört wurde.
Sein gleichnamiger Sohn (1631–1686) wurde Jurist und Prokurator am Reichskammergericht in Speyer, sein Sohn Gotthard Ploennies war kurzzeitig Ratsherr in Lübeck. Erich Philipp Ploennies war sein Enkel.